# Dinculești
Dinculești – wieś w Rumunii, w okręgu Ardżesz, w gminie Poiana Lacului. W 2011 roku liczyła 392 mieszkańców.